# 팔중주 (멘델스존)

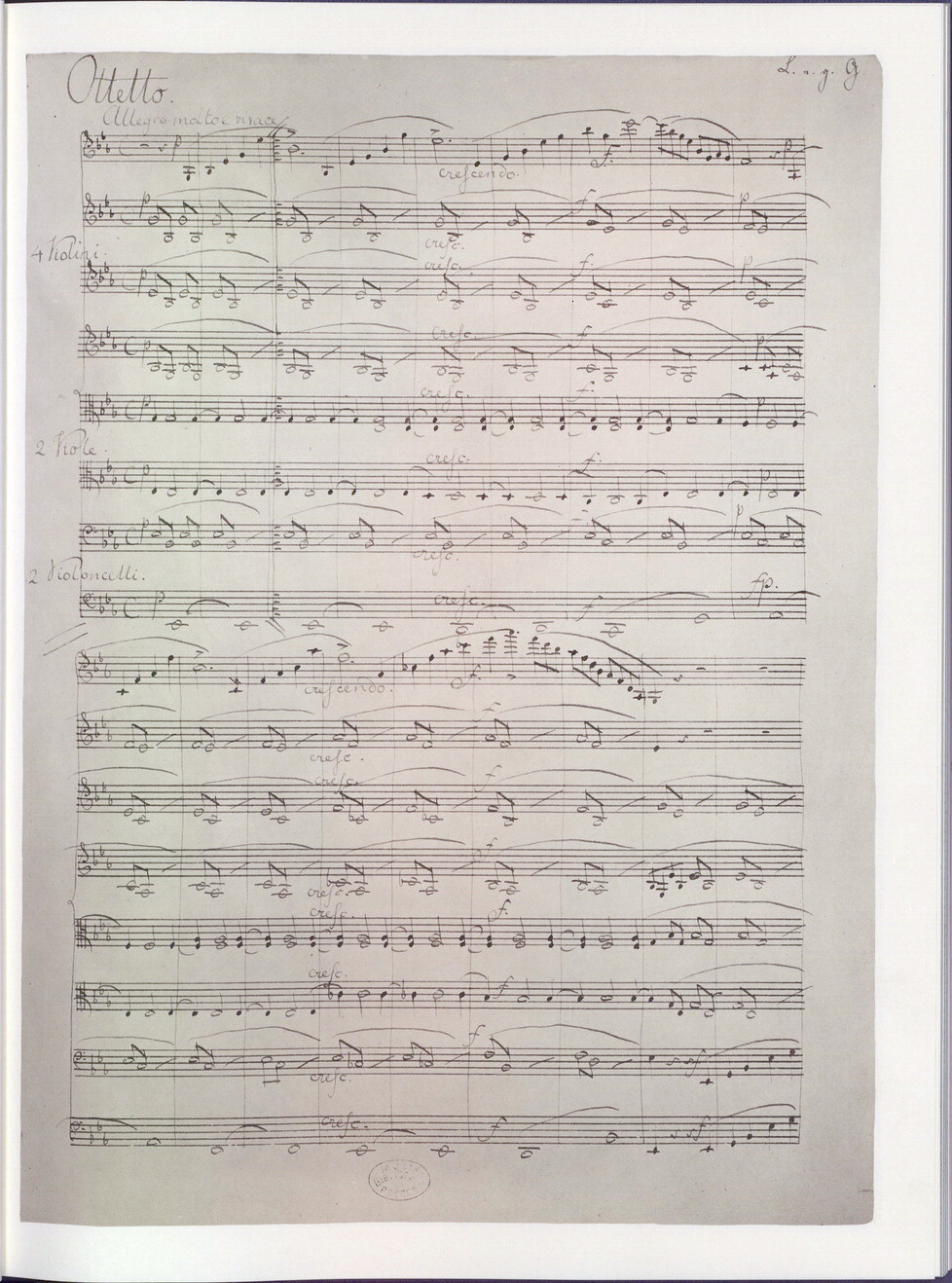

《현악 팔중주 내림 마장조 작품번호 20》는 1825년 가을 16세의 펠릭스 멘델스존에 의해 쓰여졌고 10월 15일에 완성되었다. 네 개의 바이올린, 두 개의 비올라, 두 개의 첼로를 위한 이 작품은 새로운 실내악 장르를 창조했다. 콘래드 윌슨은 "젊은 느낌, 탁월함, 완벽함은 19세기 음악사의 기적 중 하나다"고 극찬했고 이후 많은 호평을 받았다. 이것은 멘델스존의 첫 작품들 중 매우 좋은 평가를 받은 작품이다.

## 배경
멘델스존은 생일 선물로 그의 친구이자 바이올린 선생님인 에두아르트 리츠에게 옥텟(팔중주)을 작곡해 서명을 한 원고를 주었다. 리츠는 초연에 사용하기 위해 악보의 일부를 필사했다. 그 당시 현악 팔중주는 꽤 새로운 실내악 장르였고, 실내악의 가장 널리 알려진 장르는 현악 사중주였다. 이 장르는 다른 작곡가들 사이에서 빠르게 인기를 얻고 있었다.
멘델스존이 그의 팔중주를 작곡했을 때, 그것은 다소 새로운 장르였고, 그는 루이스 슈포어의 D단조, Op. 65에서 영감을 받았을지도 모른다. 그러나 슈포어의 이중 사중주는 두 개의 사중주가 서로 떨어져서 연주하면서 쓰여졌다; 멘델스존의 옥텟은 분할되지 않은 앙상블이다. 악보에서 멘델스존은 이 곡이 "교향곡의 스타일로 모든 악기에 의해 연주되어야 한다"고 썼다.

## 구조
작품은 4개의 악장으로 구성되어 있다.
1. Allegro moderato ma con fuoco (E-flat major)
2. Andante (C minor)
3. Scherzo: Allegro leggierissimo (G minor)
4. Presto (E-flat major)

일반적인 공연은 약 30분 정도의 시간이 소요되며, 1악장은 보통 이 곡의 약 절반을 차지한다.
이후 초연 당시 자신의 제1번 교향곡의 미뉴에트를 대체하기 위해 오케스트라를 위해 작곡된 이 스케르조는 괴테의 파우스트의 "발푸르기스 밤의 꿈"에서 영감을 받은 것으로 여겨진다. 이 악장의 단편들은 19세기 후반 작곡가들이 사용한 "순환적" 기법의 전조로 피날레에서 반복된다. 전체 작품은 대위법을 확장하여 사용한 것으로도 유명하며, 특히 피날레는 8부 푸가토로 시작한다. 멘델스존은 이 대목에서 헨델의 메시아의 "할렐루야 합창"에 나오는 "영원히 영원히 다스리리라"는 선율을 인용하고 있다.